# Josh Grajczonek
Josh Grajczonek, właśc. Joshua Lee Grajczonek (ur. 5 lutego 1990 w Townsville) – australijski żużlowiec, posiadający również polskie obywatelstwo.

## Życiorys

### Kariera sportowa
Brązowy medalista młodzieżowych indywidualnych mistrzostw Australii (2011). Brązowy medalista indywidualnych mistrzostw Australii (2014). Finalista drużynowego Pucharu świata (Manchester 2016 – IV miejsce). Sześciokrotny indywidualny mistrz stanu Queensland (2008/09, 2010/11, 2011/12, 2012/13, 2013/14, 2014/15).
Brązowy medalista mistrzostw Polski par klubowych (Bydgoszcz 2019). Uczestnik półfinału indywidualnych mistrzostw Polski (Częstochowa 2018 – XV miejsce).
W lidze brytyjskiej reprezentant klubów: Glasgow Tigers (2008-2012), Belle Vue Aces (2009, 2010, 2012, 2015), Swindon Robins (2011, 2013, 2016), Somerset Rebels (2013, 2015–2017), King’s Lynn Stars (2013), Poole Pirates (2013–2015, 2018, 2019), Workington Comets (2014) oraz Sheffield Tigers (2017). Pięciokrotny medalista drużynowych mistrzostw Wielkiej Brytanii: czterokrotnie złoty (2013, 2014, 2015, 2018) oraz srebrny (2015).
W lidze polskiej startował w barwach klubów: Victoria Piła (2013), Speedway Wanda Kraków (2016), Stal Rzeszów (2017), Orzeł Łódź (2018) oraz Polonia Bydgoszcz (2019, 2021).

### Życie prywatne
Jego dziadkowie są Polakami, którzy wyemigrowali do Australii po II wojnie światowej. W 2012 roku otrzymał obywatelstwo polskie.